# Salticus truncatus
Salticus truncatus là một loài nhện trong họ Salticidae.
Loài này thuộc chi Salticus. Salticus truncatus được Eugène Simon miêu tả năm 1937.